# Corpo (estômago)

O corpo é uma parte do estômago situada entre o fundo e o antro pilórico, limitado nessa região pela incisura angular.

## Histologia
O fundo e o corpo são regiões histologicamente idênticas. A lâmina própria é preenchida por glândulas tubulares ramificadas (glândulas fúndicas) e algumas delas se abrem nas fossetas gástricas. As glândulas possuem diferentes tipos celulares, espalhadas de maneira desigual. As células-tronco, na região do istmo, possuem uma elevada taxa de mitose e movem-se para a superfície, a fim de repor as células da mucosa e da fosseta. Outras células-tronco migram para as glândulas e se diferenciam. As células mucosas do colo se localizam entre as células parietais no colo das glândulas gástricas. Produzem secreção mucosa diferente da que é produzida pelas células superficiais. As células oxínticas (células parietais) secretam os íons que formarão o ácido clorídrico (H+ e Cl-). A atividade secretora dessas células é estimulada por um estímulo parassimpático, pela histamina e pelo polipeptídeo gastrina, sendo que a gastrina ainda é um estimulante do crescimento da mucosa gástrica. As células zimogênicas possuem características de células exportadoras. Seus grânulos de secreção possuem a enzima inativada pepsinogênio, que é precursora da pepsina. Existem ainda nessa região as células enteroendócrinas, que são responsáveis pela produção de diversas substâncias; entre elas, a somatostatina, que inibe a liberação de alguns hormônios, como a liberação de gastrina.